# Lengyel Imre Zsolt
Lengyel Imre Zsolt (Makó, 1986. október 11. –) magyar irodalomkritikus.

## Életpályája
2004-ben érettségizett a Makói József Attila Gimnáziumban. 2004 óta Budapesten él. 2004–2009 között az Eötvös Loránd Tudományegyetem Bölcsészettudományi Kar esztétika-magyar szakán tanult. 2005–2012 között az Eötvös József Collegium magyar műhelyének tagja volt. 2009–2012 között PhD-ösztöndíjas volt; az Eötvös Loránd Tudományegyetem Irodalomtudományi Doktori Iskolájában. 2011–2012 között az Eötvös Loránd Tudományegyetem Bölcsészettudományi Kar Modern Magyar Irodalomtörténeti Tanszékén és az Eötvös József Collegiumban óraadó volt. 2015-ben védte meg doktori értekezését. 2015–2016 között a Petőfi Irodalmi Múzeumban a Móricz Zsigmond textológiai munkacsoport tagja volt. 2016-ban PhD fokozatot szerzett. 2016–2021 között az Eötvös Loránd Tudományegyetem Bölcsészettudományi Kar Modern Magyar Irodalomtörténeti Tanszék tanársegéde volt, 2021-től egyetemi adjunktusa.

### Munkássága
Kritikákat írt újonnan megjelent magyar szépirodalmi művekről különféle folyóiratokba (Műút, Holmi, Alföld, Jelenkor, Kalligram) és hetilapokba (Magyar Narancs, Élet és Irodalom), illetve krikai kerekasztal-beszélgetéseknek volt résztvevője (József Attila Kör, Fiatal Írók Szövetsége, Jelenkor Kritikai Szalon).

## Művei
- A "népi író" megalkotása
- Az ismert és az elismert (2009)[3]
- Beszélgetés fákról (irodalomkritikák, 2009–2012)

## Díjai
- Akikre büszkék vagyunk díj (Makói József Attila Gimnázium, 2004)[5]
- Köztársasági ösztöndíj (2008-2009)
- az Országos Tudományos Diákköri Konferencia (OTDK) első helye (2009)
- Műút folyóirat kritikai nívódíja (2013)
- Móricz Zsigmond-ösztöndíj (2014)
- Bodor Béla-díj (2014)[6]
- Bolyai János Kutatási Ösztöndíj (2022-2025)
- Kutatói Ösztöndíj (2022)